# Nata libera (serie televisiva)
Nata libera (Born Free) è una serie televisiva statunitense del 1974, ideata da Carl Forman e prodotta da David Gerber  e tratta dall'omonimo romanzo autobiografico del 1960 della naturalista e scrittrice britannica Joy Adamson (1910-1980) e sull'omonimo film di James Hill del 1966.

Protagonisti sono gli attori Gary Collins e Diana Muldaur. Nel cast figurano inoltre Hal Frederick, Peter Lukoye, Nelson Kajuna e Joseph De Craft.
Della serie è stata prodotta una sola stagione, composta da 13 episodi. Negli Stati Uniti, la serie è stata trasmessa per la prima volta dalla NBC dal 9 settembre al 30 dicembre 1974.

In Italia la serie fu trasmessa sul Programma Nazionale nella seconda metà del 1975.

## Descrizione
Kenya: George Adamson e la moglie Joy gestiscono un parco naturale, che cura la salvaguardia degli animali selvatici. Nel loro compito sono aiutati da Makedde, il loro assistente, e da Elsa, una leonessa da loro allevata dopo essere sfuggita alla morte durante il massacro che non ha risparmiato gli altri componenti del suo branco.

## Titoli della serie nei vari Paesi[11]
- Stati Uniti: Born Free (titolo originale)
- Francia: Vivre libre
- Germania: Frei geboren
- Spagna: Nacida libre

## Episodi
| Stagione       | Episodi | Prima TV originale | Prima TV Italia |
| -------------- | ------- | ------------------ | --------------- |
| Prima stagione | 13      | 1974               | 1975            |